# Mariene ecoregio Chatham Island
De Mariene ecoregio Chatham Island (198) (Engels: Chatham Island marine ecoregion) is een biogeografische regio en ligt in het zuidwesten van de Grote Oceaan in de Mariene provincie Zuidelijk Nieuw-Zeeland (54) in het Marien rijk Gematigd Australazië. De mariene ecoregio is vastgesteld door het World Wide Fund for Nature en The Nature Conservancy en is vernoemd naar Chatham Island.
In het zuidwesten grenst het gebied aan de mariene ecoregio Bounty- en Antipodeneilanden (230).

## Geografie
De mariene ecoregio ligt in het zuidwesten van de Grote Oceaan rond de Chathameilanden ten oosten van Nieuw-Zeeland.
Door het gebied stroomt het verlengde van de Oostkaapstroom.

## Biogeografie
Het gebied kent zeeleven dat houdt van gematigde temperaturen.